# Слободан Никачевић
Слободан Никачевић Кико (Бистрица, код Нове Вароши, 9. мај 1912 — Дражевићи, код Нове Вароши, 28. јун 1943), учесник Народноослободилачке борбе и народни херој Југославије.

## Биографија
Рођен је 9. маја 1912. године у селу Бистрица, код Нове Вароши.
Завршио је Правни факултет у Београду и као правник радио у Скопљу.
У чланство Комунистичке партије Југославије (КПЈ) примљен је 1941. године.
Учесник Народноослободилачке борбе је од 1941. године. Био је најпре водник у Златарској партизанској чети, а касније командант Другог златарског партизанског батаљона.
Погинуо је 28. јуна 1943. године у близини села Дражевићи, код Нове Вароши у сукобу са четницима.
Указом Президијума Народне скупштине Федеративне Народне Републике Југославије, 5. јула 1951. године, проглашен је за народног хероја.